# Noquet
Le noquet désigne chacune des pièces coudées dont on garnit les noues, les arêtiers et les cueillies des pénétrations en pente contre des murs, jouées des lucarnes ou émergences des toitures.
Ce sont des pièces façonnées par pliage d'un métal laminé (zinc, cuivre, plomb, acier, aluminium).
Pour les arêtiers de couverture en zinc, les noquets peuvent être relevés sur tasseau courant sur l’arête, ou assemblés par un ourlet sur l’arête. Les noquets sont souvent entièrement recouverts et cachés par le matériau principal de la couverture.

## Historique
Les plus anciens noquets connus sont en plomb coulé sur table. André Félibien les définit en 1676 dans son ouvrage Des principes de l'architecture, de la peinture et des autres arts qui en dépendent. Avec un dictionnaire des termes propres à chacun de ces arts., édité à Paris par Coignard .